# Boniface Mweresa
Boniface Ontuga Mweresa (né le 13 novembre 1993 à Nyamira) est un athlète kényan, spécialiste du 400 mètres. 

## Biographie
En septembre 2015, lors des Jeux africains de Brazzaville, il remporte la médaille d'argent du 400 mètres en établissant un nouveau record personnel en 45 s 01, ainsi que la médaille d'or du relais 4 x 400 m.
Le 19 mars 2016, Mweresa se classe 5e des championnats du monde en salle de Portland sur 400 m en 46 s 86, loin derrière le vainqueur Tchèque Pavel Maslák (45 s 44).

## Palmarès
| Date | Compétition                    | Lieu        | Résultat | Épreuve   | Temps         |
| ---- | ------------------------------ | ----------- | -------- | --------- | ------------- |
| 2015 | Jeux africains                 | Brazzaville | 1er      | 400 m     | 45 s 01       |
| 2015 | Jeux africains                 | Brazzaville | 1er      | 4 x 400 m | 3 min 00 s 34 |
| 2016 | Championnats du monde en salle | Portland    | 5e       | 400 m     | 46 s 86       |
| 2016 | Championnats d'Afrique         | Durban      | 2e       | 4 × 400 m | 3 min 04 s 25 |
| 2018 | Jeux du Commonwealth           | Gold Coast  | finale   | 4 x 400 m | DQ            |
| 2022 | Jeux du Commonwealth           | Birmingham  | 3e       | 4 x 400 m | 3 min 2 s 41  |

### Records
| Épreuve | Performance | Lieu       | Date        |
| ------- | ----------- | ---------- | ----------- |
| 400 m   | 44 s 96     | Birmingham | 7 août 2022 |